# Glischropus meghalayanus
Glischropus meghalayanus — вид рукокрилих ссавців з родини лиликових (Vespertilionidae).
Два нещодавно зібрані екземпляри Glischropus зі штату Мегхалая на північному сході Індії розширюють відомий ареал роду на захід до Південної Азії приблизно на 1000 км. Морфологічне дослідження цих екземплярів та порівняння з усіма відомими видами цього роду виявили помітні відмінності в забарвленні, зубних рисах та ознаках бакула. Тому екземпляри з Мегхалая описано як новий вид. Відкриття нового виду в лісовій ділянці, що прилягає до заповідника дикої природи Нонгкхіллем, звідки нещодавно повідомлялося про ще один спеціалізований вид, що мешкає в бамбуку (Eudiscopus denticulus), також підкреслює важливість території з точки зору збереження.